# Jova
Jova (Jobal, Ova), pleme američkih Indijanaca srodni s Ópata i Eudeve s kojima su klasificirani u Taracahitian govornike, porodica Juto-Asteci. Hodge kaže da su jedna od tri ogranka Ópata Indijanaca. Jova Indijanci živjeli su na gornjim tokovima rijeke Río Yaqui (istočni dio Opata-teritorija) u Meksiku a imali su nekih 7 sela (Swanton): Bacaniyagua, Baipoa (Baypon), Natora, Oparrapa, Orasaqui, Sereba i Setasura. Hodgeov popis malo se razlikuje: uz spomenute Setasura i Natora ima i Arivechi, Chamada, Ponida, Sahuaripa (dijelom), San Mateo de Malzura ( 'u originalu ime sela San Mateo de Malzura greškom stoji rastavljeno' ), Santa Maria de los Dolores, Santo Tomas, Satechi (?), Servas i Teopari. 
U današnje vrijeme su potpuno meksikanizirani